# Impalaia
Impalaia ist eine Gattung der Fadenwürmer mit vier Arten. Sie sind Darmparasiten bei Hornträgern, Kamelen und Giraffen und kommen in Äthiopien vor.

## Merkmale
Impalaia hat die Merkmale der Cooperiini. Weibchen haben unpaare Geschlechtsorgane. Bei Männchen ist ein Gubernaculum ausgebildet. Die Dorsalrippe der Bursa copulatrix ist sehr lang, die Rippe 8 kürzer als die Dorsalrippe und die Rippen sechs bis vier zeigen eine graduelle Größenabnahme.

## Systematik
Zur Gattung gehören nach dem Interim Register of Marine and Nonmarine Genera folgende Arten:
- Impalaia nudicollis Mönnig, 1931
- Impalaia okapiae Van Den Berghe, 1937
- Impalaia taurotragi Le Roux, 1936
- Impalaia tuberculata Mönnig, 1923

Synonym der Gattung ist Anthostrongylus Croveri, 1929.